# Birdy Nam Nam (album)
Pour les articles homonymes, voir Birdy Nam Nam.
Cet article possède un paronyme, voir Birdy.
Birdy Nam Nam est le premier album du groupe de DJ français Birdy Nam Nam, sorti en 2005.
Le premier titre de l'album, « Ready for War, Ready for Whut? » contient un extrait sonore du film de Blake Edwards La Party, avec Peter Sellers (extrait qui a d'ailleurs donné son nom au groupe). Dans cet extrait, Peter Sellers parle à son insu dans un micro, dit plusieurs fois « birdy nam nam » (« birdie num num » en réalité), tousse et imite un caquètement. La réplique des deux invités qui suit est aussi utilisée.

## Liste des titres
1. Ready for War, Ready for Whut? - 3:05
2. Body, Mind, Spirit - 3:35
3. Too Much Skunk Tonight - 3:35
4. Transition - 1:06
5. Kind of Laid Back - 3:47
6. Jazz It at Home - 5:57
7. We Drummin' - 1:15
8. New Birth - 3:03
9. Escape - 3:31
10. L'Interlude de qualité - 1:23
11. Engineer Fear - 3:35
12. Rainstorming - 2:13
13. Il y a un cauchemar dans mon placard (feat. D-Styles & Mike Boo (scratches)) - 4:11
14. Migration - 5:06
15. Abbesses - 6:27
16. New Steps/Breaking Barriers - 3:02 (Bonus track)
17. From Here to There - 2:48 (Bonus track)

## Commentaires
- Ready for War, Ready for Whut? utilise un sample tiré du film La Party de Blake Edwards.
- La ligne de basse de Body, Mind, Spirit est jouée sur un Fender Rhodes par Ambroise Boret.
- S.Mos joue du clavier sur Kind of Laid Back et Rainstorming.
- Il y a un cauchemar dans mon placard a été composée avec D-Styles et Mike Boo.
- La guitare et l'accordéon de Migration sont joués à l'origine par Peter Von Poehl.
- Abbesses utilise un sample tiré de la bande originale du film Le Fabuleux Destin d'Amélie Poulain.
- Le synthétiseur additionnel sur tout l'album est joué par Ludovic Bors.
- Le graphisme de la pochette a été réalisé par Dran

## Technique
- Composé, arrangé et enregistré par Birdy Nam Nam.
- Mixage et mastering : Ambroise Boret et Birdy Nam Nam au Studio Greenstreet (Paris).
- Production : Mickael Darmon.
- Management : Samuel Hebert.